# Interesnaja
Interesnaja är en kulle i Antarktis. Den ligger i Östantarktis. Australien gör anspråk på området. Toppen på Interesnaja är 159 meter över havet.
Terrängen runt Interesnaja är platt åt nordväst, men åt sydost är den kuperad. Trakten är obefolkad. Det finns inga samhällen i närheten.